# Mahsa Aminis død
Mahsa Amini (også kendt som Jina Amini, født 2000, død 16. september 2022) var en kurdisk-iransk kvinde, der døde kort efter at være blevet arresteret af moralpolitiet Gashte Ershad i Teheran for ikke at have overholdt reglerne for tildækning af hovedet. Hun blev anholdt af betjente klokken 6 om aftenen tirsdag den 13. september 2022 nær Shahid Haqqani metrostation i Teheran og såret i hovedet. Hun faldt i koma efter overfaldet og hendes død blev bekræftet den 16. september 2022.

## Anholdelse og død
Mahsa Amini blev født 2000 i Saqqez beliggende i Kurdistan-provinsen. I september 2022 rejste hun med sin familie fra Saqqez til Teheran. Her blev hun den 13. september klokken 6 om aftenen anholdt af det iranske moralpoliti i nærheden af Shahid Haqqani-metrostationen på Teherans Shahid Haqqani-motorvej, mens hun var sammen med sin bror, Kiaresh Amini. Han protesterede, men fik at vide, at hun ville blive ført til et interneringscenter for at modtage "belæring" og at hun ville blive løsladt i løbet af en times tid. Amini blev ikke desto mindre kort tid efter bragt til Kesra-hospitalet i Teheran med ambulance. Ifølge det iranske politi var der tale om en ’beklagelig episode’: Amini var pludselig faldet om, medens hun ventede sammen med andre kvinder, der var blevet tilbageholdt.
I to dage lå Amini i koma på Kesra Hospital og døde på hospitalets intensivafdeling 16. september 2022.

## Reaktioner
Aminis død udløste store protester i Iran, både på sociale medier, hvor kvinder lagde videoer op, i hvilke de klippede deres hår af, og i form af omfattende folkelige demonstrationer overalt i landet, men koncentreret i Irans nordvestlige del befolket af kurdere. Flere, herunder en politimand, blev meldt dræbt under optøjerne. Den 21. september lukkede de iranske myndigheder for adgangen til to af de sidste tilladte sociale medier, Instagram og WhatsApp, for at begrænse mængden af protester.